# Margareta von Ungarn
Margareta von Ungarn (ungarisch Árpád-házi Szent Margit; * 1242 auf Burg Klissza (heute Klis in Kroatien); † 18. Januar 1270 in Buda (heute ein Teil von Budapest, Ungarn)) war eine Tochter des ungarischen Königs Béla IV. und seiner Gemahlin Maria Laskaris von Nicäa. Sie trat in den Orden der Dominikanerinnen ein, wo sie ein heiligmäßiges Leben führte. 1943 wurde sie heiliggesprochen.

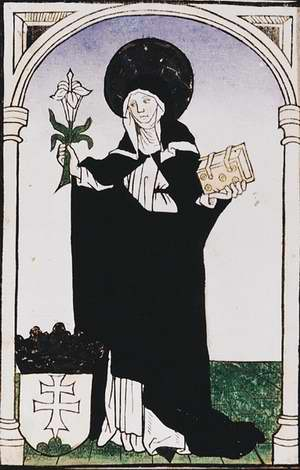
Prinzessin Margareta von Ungarn als heilige Dominikanerin

## Leben
1241 fielen die Mongolen unter Batu Khan in Osteuropa ein und verheerten u. a. Polen und Ungarn. Béla IV. musste nach Kroatien fliehen. Er und seine Gattin legten das Gelübde ab, ihr erwartetes Kind dem geistlichen Stande zu weihen, wenn Ungarn von der mongolischen Besetzung befreit würde. Das Kind, Margareta, kam 1242 in der Festung von Klissza in Kroatien zur Welt. Im gleichen Jahr zogen die Mongolen aufgrund des Todes des Großkhans Ögedei wieder aus Europa in den Osten ab. Somit ging der Wunsch Bélas IV. in Erfüllung und er hielt seinerseits seinen Schwur und übergab 1246 die vierjährige Margareta der Obhut des Dominikanerinnenklosters zu Veszprém.
1252 wurde Margareta als neuer Aufenthaltsort ein von ihrem Vater errichtetes Kloster zugewiesen, das ihre lebenslange Wirkungsstätte werden sollte und das sich auf der in der Donau gelegenen Haseninsel bei Buda befand. Heute wird dieses Eiland nach ihr als Margareteninsel bezeichnet und gehört zu Budapest. Margareta blieb ihrem Vorsatz zu einem jungfräulichen Leben um des Himmelreiches willen treu und lehnte etwa die Hand des polnischen Herzogs Boleslaw des Keuschen ab. Obwohl der Papst eine Dispens zur Schließung der Ehe erteilt hätte, widersetzte Margareta sich auch dem Wunsch ihres Vaters, der sie aus politischen Gründen mit König Ottokar II. von Böhmen verheiraten wollte. Als Zwölfjährige legte sie die Profess vor dem Ordensmeister Humbert von Romans ab.
Einen ausführlichen Bericht des heiligmäßigen Lebens der Königstochter liefert die wohl im 14. Jahrhundert auf Latein verfasste und bald ins Ungarische übersetzte Legende der heiligen Margareta, die heute nur in einer Abschrift von etwa 1510 vorliegt. Ein ähnliches Leben hatte schon ihre Tante Elisabeth von Thüringen geführt, die ihr wohl als Vorbild diente. Margareta verzichtete auf alle Vorrechte und Ehrungen, die ihr aufgrund ihrer königlichen Abkunft zugestanden hätten, führte stattdessen ein demütiges Leben in strengster Armut, widmete sich ganz der Verehrung Gottes und der Jungfrau Maria und geißelte sich, um die Märtyrerleiden des gekreuzigten Heilands nachvollziehen zu können. Sie trug nur ganz schlichte Gewänder, vollbrachte die niedrigsten Arbeiten und diente liebevoll ihren Mitschwestern und dem Gesinde des Klosters (denen allen sie etwa am Gründonnerstag die Füße wusch). Ebenso half sie beim Kochen oder beim Pflegen von Kranken. Besonderes Mitgefühl hegte sie für die Armen. Sie erlegte sich harte Bußen, Schlafentzug sowie Fastenübungen auf und versank häufig im Gebet. Ihr äußerst asketisches Leben griff ihre Gesundheit so sehr an, dass sie bereits 1270 im Alter von nur 28 Jahren starb. Sie soll ihren Todestag vorausgesagt haben.
Margareta wurde in ihrem Kloster bestattet. Bei der Auflösung des Dominikanerordens wurden ihre Reliquien den Klarissen übergeben und zuerst in Pozsony (heute Bratislava), dann in Buda aufbewahrt. 1789 wurden sie teilweise zerstört; die erhaltenen Reliquien befinden sich heute in Esztergom, Győr und Pannonhalma.

## Heiligsprechung
Da Margareta schon zu Lebzeiten als Heilige verehrt wurde, pilgerten bald nach Margaretas Tod zahlreiche Menschen zu ihrem Grab. Bereits 1271 wurde das Verfahren zu ihrer Heiligsprechung eingeleitet. Dabei wurden Margareta 74 Wunder zugeschrieben, unter anderem Krankenheilungen und sogar eine Totenerweckung. 1276 wurde sie seliggesprochen. Papst Pius XII. sprach Margareta am 19. November 1943 – dem Festtag ihrer Tante Elisabeth von Thüringen – heilig. Ihr Gedenktag ist der 18. Januar.

## Darstellung in der Bildenden Kunst
In der Bildenden Kunst wird Margareta oft in der Tracht einer Nonne und mit einer weißen Lilie (Symbol der jungfräulichen Reinheit) abgebildet. Da sie die Heiratsanträge dreier Herrscher abgelehnt hatte, findet man zuweilen als weiteres Ikonographisches Heiligenattribut eine zu ihren Füßen liegende Krone.